# Biens et propriétés jésuites confisqués en Nouvelle-France en 1760

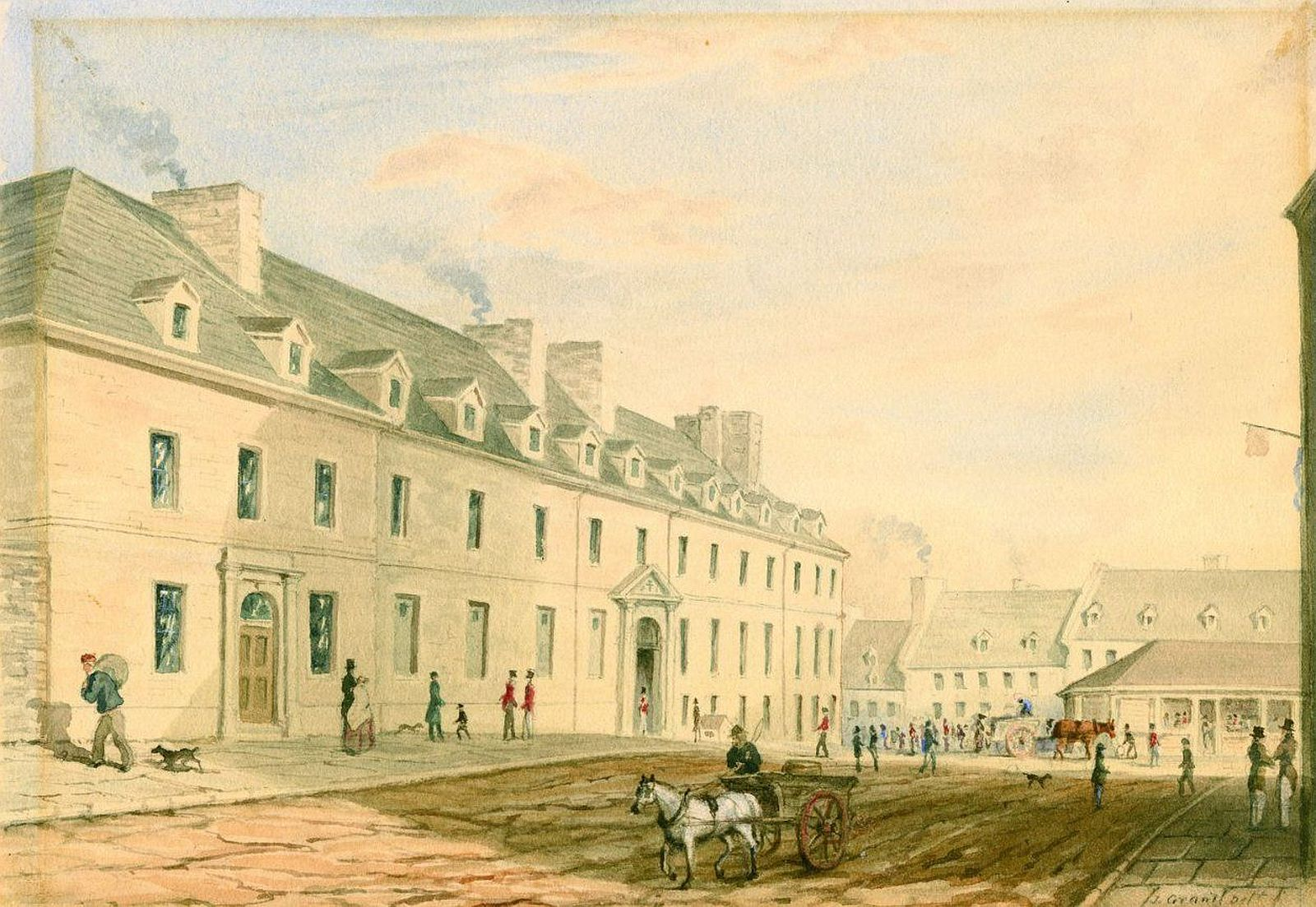
Ancien collège des Jésuites. Le bâtiment héberge alors la garnison britannique depuis 1759. par J. Grant, 1825.

Les Biens et propriétés jésuites confisqués en Nouvelle-France en 1760 sont des domaines et possessions de l’Église catholique, le Collège des Jésuites, devenu le Collège Saint-Charles-Garnier, la Maison des Jésuites de Sillery, une partie de la Seigneurie de Notre-Dame-des-Anges, divers  bâtiments, objets, terres agricoles, qui furent confisqués par les britanniques après le Siège de Québec (1759) et en 1760 après la reddition de Montréal.